# Mbaye Gana Kébé
M'baye Gana Kébé (Thiès, 1936-Dakar, 11 de abril de 2013) fue un escritor senegalés francófono.

## Biografía
Estudió en la escuela normal superior y fue profesor de literatura.

## Obras
- Ébéniques , 1975
- Le Blanc du nègre, 1979
- Colombes, 1979
- Ronde, 1979
- Le Décret, 1984
- Les lèvres bleues, 1984
- Le cri de notre sang, 1994
- Soldats de mes rêves, 1997
- Gorgui, 2003
- Tirailleurs en France, 2005
- Capitaine N'Tchoréré, 2008
- Une fresque pour Thiaroye, 2008